# Phymaspermum junceum
Phymaspermum junceum es una especie de planta floral del género Phymaspermum, tribu Anthemideae, familia Asteraceae. Fue descrita científicamente por Less.
Se distribuye por la provincia del Cabo.